# Pavé de Roubaix
Der Sektor Pavé de Roubaix oder Espace Charles Crupelandt ist ein 300 Meter langer mit Kopfsteinen gepflasterter Weg, welcher bei Paris–Roubaix als letzter Sektor vor der Einfahrt in das Velodrom, der klassischen Zielankunft des Rennens, befahren wird.

## Charakteristik
Die Schwierigkeitsstufe ist mit einem Stern ausgezeichnet, weil weder die Distanz noch die Beschaffenheit des Kopfsteinpflasters (sehr gleichmäßig verlegt) eine höhere Einstufung ermöglicht.

## Geschichte
Der Sektor Pavé de Roubaix wurde 1996, zum 100-jährigen Jubiläum von Paris–Roubaix, eingeweiht. Es wurde nach Charles Crupelandt benannt, welcher der einzige einheimische Gewinner von Paris–Roubaix ist. Ab 2002 wurden zwischen den dortigen Pflastersteinen kleine Steintafeln aus Granit mit den Namen der bisherigen Sieger eingelassen. Den Rest des Jahres wird der Abschnitt als Parkfläche für Autos genutzt.

## Bildergalerie

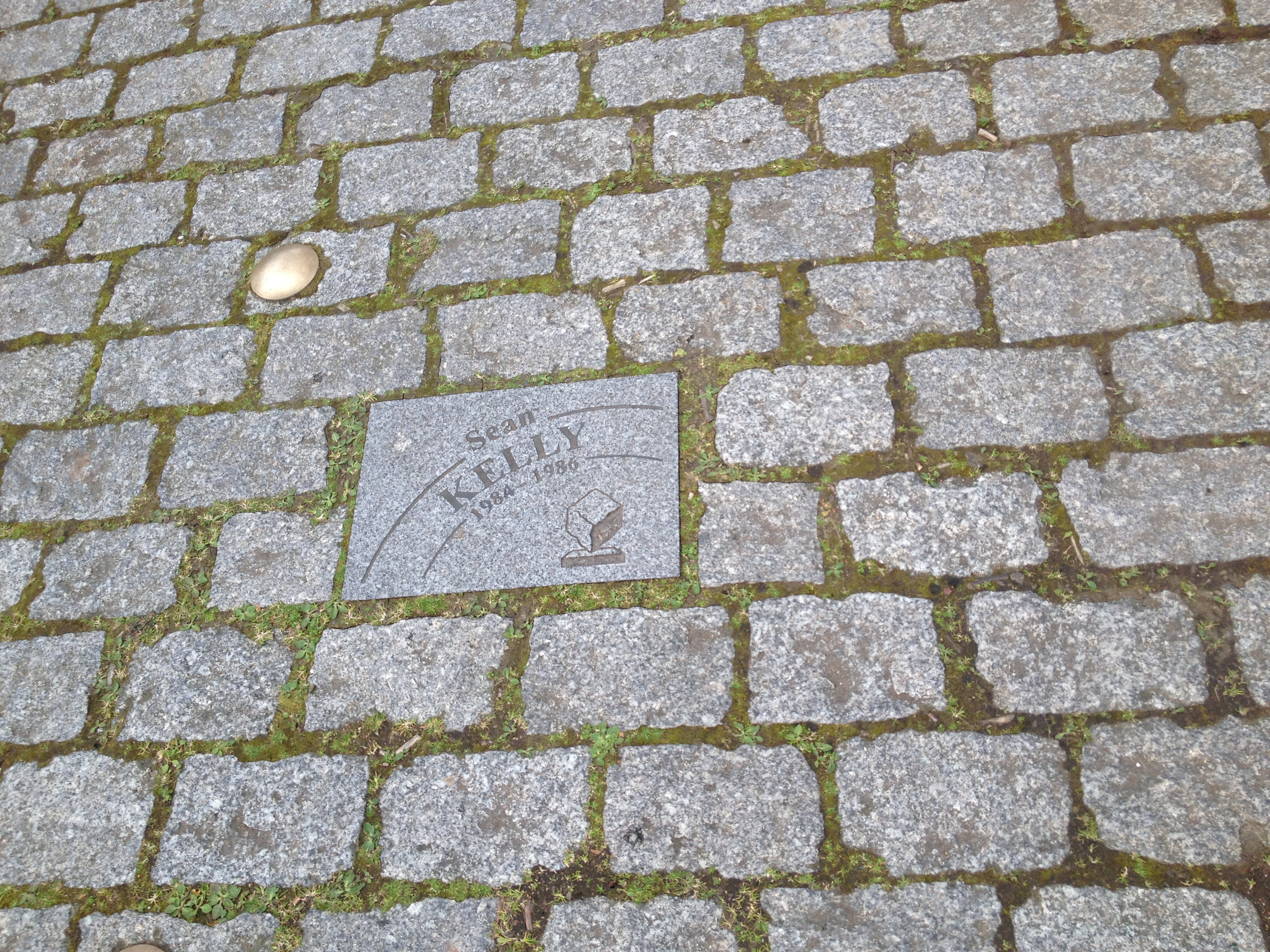
Kopfsteinpflaster mit Gedenktafel von Sean Kelly (Gewinner Paris–Roubaix 1984, 1986)
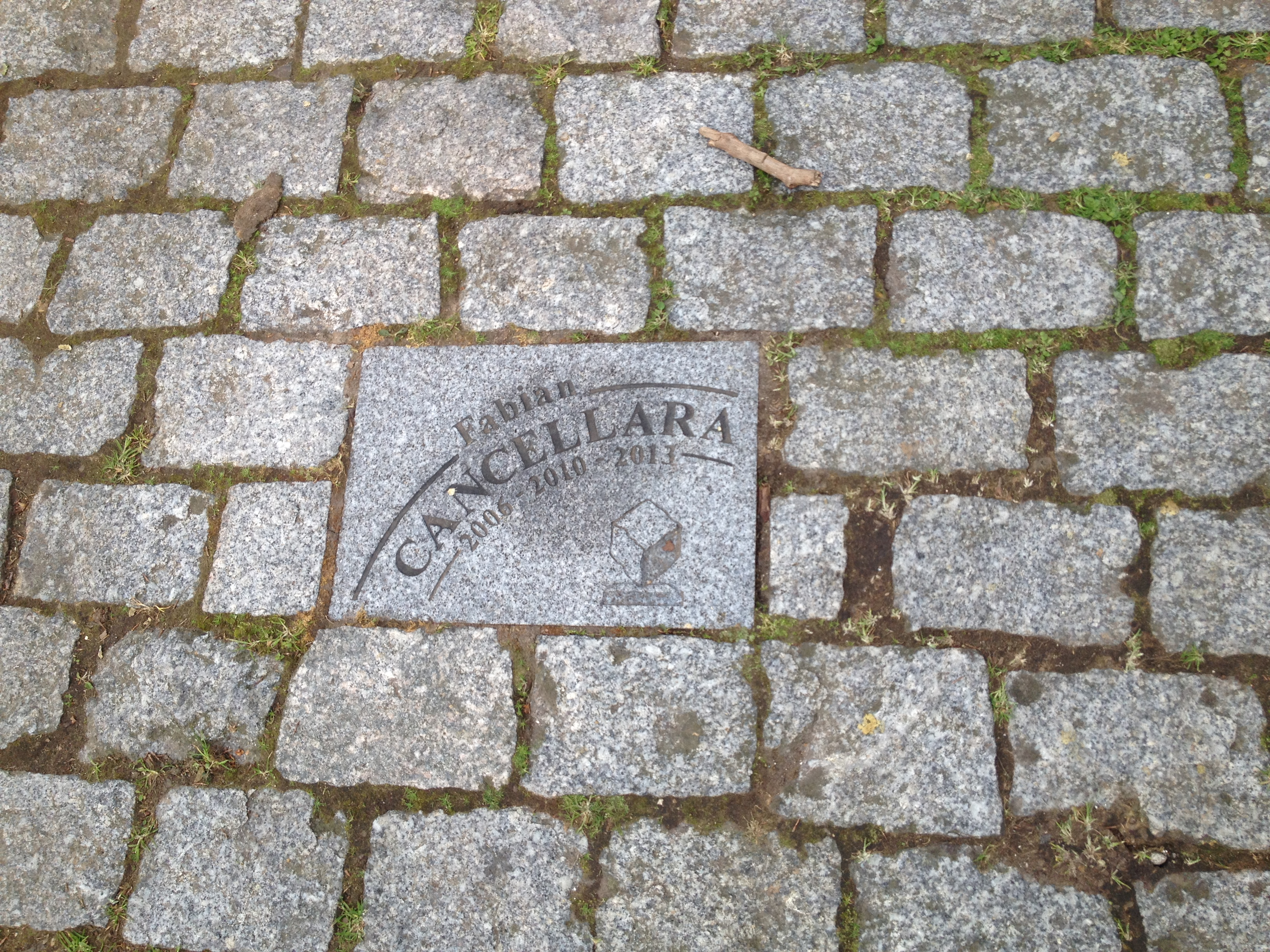
Gedenktafel Fabian Cancellara (2006, 2010, 2013)
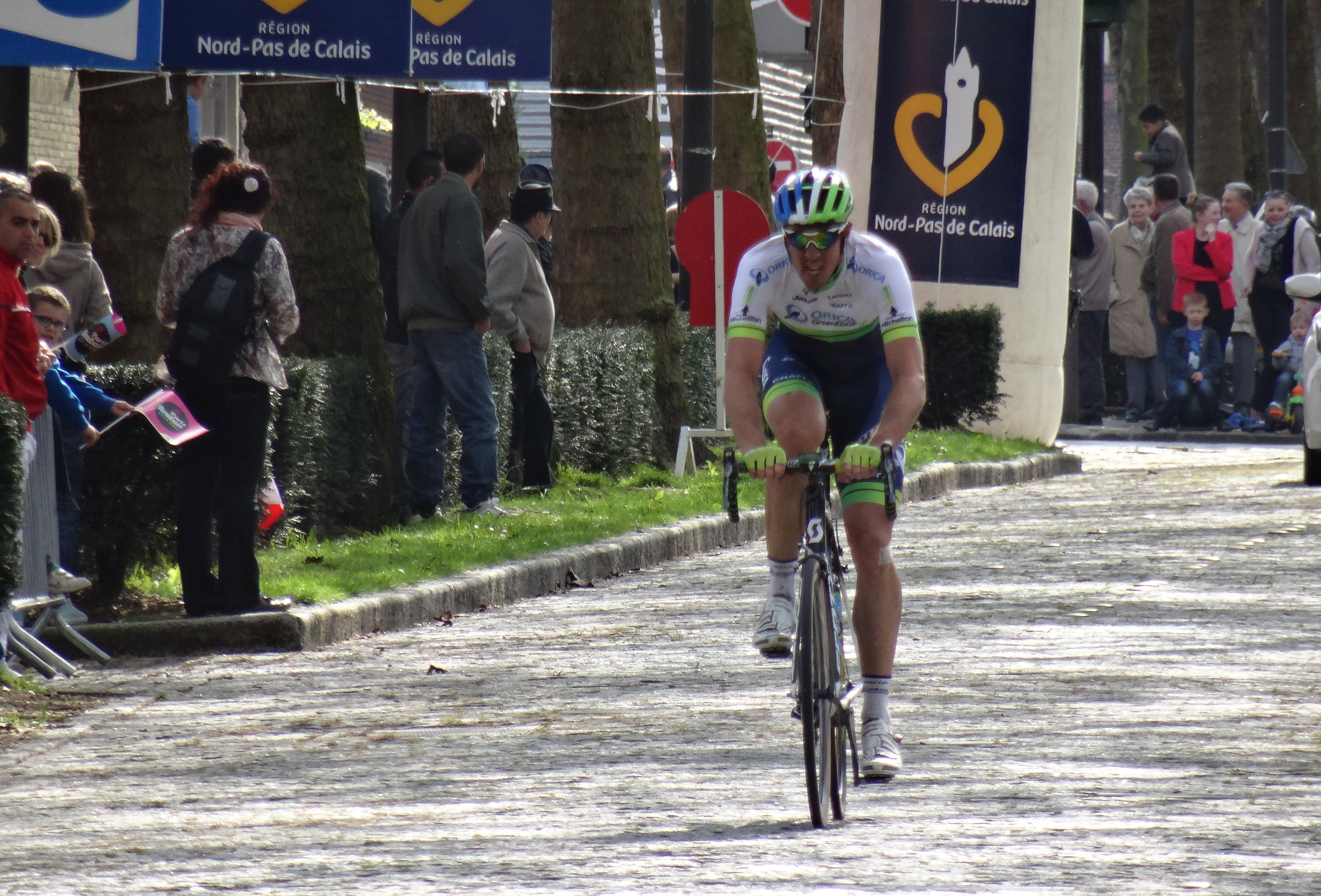
Mathew Hayman 2014
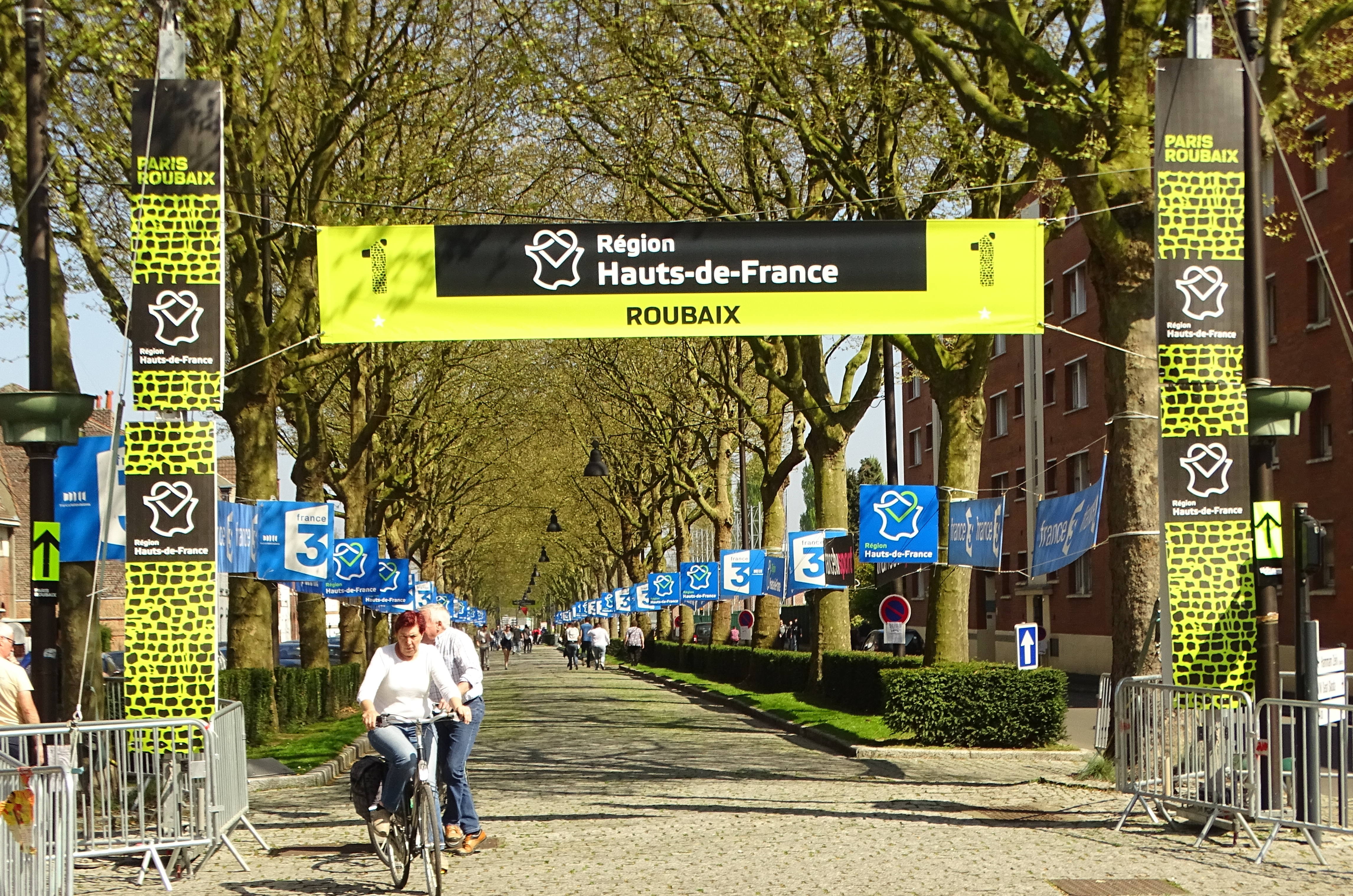
Pavé de Roubaix am 9. April 2017